# Europejski Urząd Doboru Kadr
Europejski Urząd Doboru Kadr (ang. European Personnel Selection Office, fr. Office Européen de Sélection du Personnel, niem. Europäisches Amt für Personalauswahl) - instytucja zajmująca się procesem rekrutacji personelu zatrudnianego w instytucjach Unii Europejskiej. W języku polskim używana jest często skrótowa nazwa "EPSO", pochodząca od nazwy angielskiej.
EPSO zostało utworzone w 2002 i rozpoczęło działalność 1 stycznia 2003. Do jego zadań należy organizowanie procedury rekrutacyjnej personelu instytucji europejskich, tzw. konkursów, jak również naboru dla pracowników kontraktowych, rozpowszechnianie informacji na temat możliwości zatrudnienia w instytucjach UE, czy weryfikacja niektórych umiejętności pracowników instytucji europejskich.